# 廣田丈自
廣田 丈自（ひろた じょうじ）は、ロンドンを拠点に活動するマルチプレイヤーの音楽家。

## 概要
北海道小樽市生まれ。小学生からパーカッションを始め、1972年にツトム・ヤマシタのレッド・ブッダ・シアターに参加。欧米など世界各地で公演を行なった。1976年に初のソロ・アルバム「サハスララ」を発表。1999年にピーター・ガブリエルの主宰するレーベル、リアル・ワールド・レコードからリリースされた『ザ・ゲイト』の日本編集盤が2002年にリリースされた。現在はロンドンを拠点に幅広い活動を行なっている。2011年には東日本大震災の被災地支援のためのチャリティで、ロンドン・メトロポリタン・アンサンブルと共演し、江差追分をレコーディングし「江差追分レクイエム」をリリースした。1990年のアルバム「Rain Forest Dream」に収められている楽曲「Ubiquity」のパーカッション演奏には、ジャミロクワイのパーカッショニストであるソラ・アキンボラがジャミロクワイ加入以前にレコーディングに参加している。

## 音源

### CD
1. Rain Forest Dream（1990年）[1]
2. The Gate Joji（1999年9月21日）
3. ザ・ゲート~日本編集盤（2007年7月17日）
4. RED RIBBON（2000年6月3日）

### インターネット配信
1. 江差追分レクイエム（2011年5月1日）